# Paul Le Guen
Paul Joseph Marie Le Guen (Quimper, 1º marzo 1964) è un allenatore di calcio, dirigente sportivo ed ex calciatore francese, di ruolo centrocampista.

## Carriera

### Giocatore

#### Club
Nativo di Quimper, in Bretagna, nel dipartimento di Finistère, ma originario della vicina Pencran, la città dove crebbe, Le Guen iniziò a giocare a calcio a Landernau a 7 anni, in una squadra dopolavoristica chiamata Gars d'Arvor. A 13 anni, nel 1977, ormai formatosi come centrocampista, entrò a far parte della neonata compagine del Pencran, con la quale a 17 anni debuttò in prima squadra. A 18 anni esordì in Terza divisione con il Brest e dopo un anno fu prelevato dal più titolato club cittadino, lo Stade Brest, con il quale Le Guen esordì in Prima divisione nell'agosto 1984, in una partita (vinta 4-2) contro il Nantes. Il primo anno nella massima serie francese si chiuse con 33 presenze e 3 gol.
Il club retrocesse nel 1988 e Le Guen lo accompagnò nella risalita in Prima divisione l'anno successivo, l'ultimo a Brest.

Le Guen (a sinistra) al PSG nel 1995, alle prese, assieme a Bravo, con il milanista Simone durante la semifinale di Champions League.

Nell'estate del 1989, dopo cinque stagioni in Bretagna, Le Guen si trasferì a Nantes per giocare nell'Atlantique, il club contro il quale esordì in Prima divisione. In giallo-verde rimase due stagioni, prima di trasferirsi nel 1991 nella capitale, al Paris Saint-Germain.
La prima stagione al PSG si risolse in un terzo posto che valse la Coppa UEFA per la stagione successiva, che la squadra giocò fino alle semifinali prima di uscire per mano della Juventus. Nel 1993 arrivarono anche il secondo posto in campionato e la Coppa di Francia. Nel 1994 Le Guen vinse con i parigini il suo primo titolo di campione francese, bissato da un'altra Coppa di Francia e una Coppa di Lega nel 1995. Nel 1996 e 1997 furono sempre due secondi posti in campionato, ma anche due finali consecutive in Coppa delle Coppe, la prima vinta contro il Rapid Vienna, la seconda persa contro il Barcellona. Ormai divenuto capitano del PSG, Le Guen giocò la sua ultima stagione da calciatore nel 1997-1998, chiudendo con un'accoppiata Coppa di Lega-Coppa di Francia.

#### Nazionale
In Nazionale Le Guen esordì a quasi 29 anni. Il debutto avvenne il 17 febbraio 1993 a Ramat Gan (Tel Aviv) in Israele, durante un incontro di qualificazione al campionato del mondo 1994 (Israele - Francia 0-4), torneo al quale la Francia non riuscì a qualificarsi a causa di due sconfitte interne nelle ultime due partite del girone, la prima proprio contro Israele per 2-3, la seconda contro la Bulgaria per 1-2. Giocò ancora qualche incontro per la qualificazione al campionato d'Europa 1996, poi il 22 luglio 1995 registrò la sua 17ª e ultima presenza in maglia blu.

### Allenatore
Le Guen iniziò l'attività di tecnico nel 1998, subito dopo il ritiro dal calcio giocato, prendendo la gestione del Rennes, condotto al 5º posto finale in prima divisione. Analogamente a quanto accadde con lo Stade Brest, chiuse il campionato 1999-2000 al 13º posto. Dopo un'ulteriore stagione conclusa con il 6º posto, la società non gli rinnovò il contratto e Le Guen si prese un anno sabbatico per aggiornarsi professionalmente.

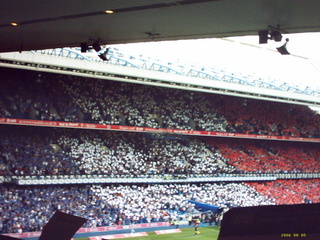
Bandiera francese a Glasgow per salutare Le Guen

Nel 2002 il presidente del Lione Jean-Michel Aulas, alla ricerca di un nuovo allenatore dopo che Jacques Santini era divenuto C.T. della Nazionale francese, si rivolse proprio a Le Guen, che vinse tre titoli di Francia consecutivi, nel 2003, 2004 e 2005; in Champions League la squadra non andò mai oltre i quarti di finale. Nel 2005 lasciò il club e si prese un altro anno di riposo, durante il quale lavorò come commentatore tecnico per Canal+, specializzato in calcio estero. Trovò anche il tempo di partecipare alla maratona di New York del 2005 e si occupò della sua casa bretone finché, nel marzo 2006, gli scozzesi del Rangers annunciarono che il francese sarebbe stato il nuovo tecnico per la stagione 2006-2007.
A Glasgow la crisi di risultati e problemi di spogliatoio spinsero Le Guen ad abbandonare quasi subito il club: il 4 gennaio 2007 si dimise, e da febbraio è il nuovo allenatore del Paris Saint-Germain, subentrato in corsa a Guy Lacombe. Il 26 maggio 2009 viene licenziato dal Paris Saint-Germain.

#### La prima Nazionale: Camerun
Il 14 luglio è stato nominato CT del Camerun per cercare la qualificazione ai Mondiali 2010 (fino a quel punto la squadra aveva un punto in due partite e si trovava all'ultimo posto nel girone), e la vittoria della successiva Coppa d'Africa..
L'esordio sulla panchina è il 12 agosto nell'amichevole vinta per 2-0 con l'Austria. Le Guen cambia la squadra togliendo la fascia di capitano a Rigobert Song per darla alla stella Samuel Eto'o che dice: «Le Guen è l'uomo giusto, è stato un giocatore e sa cosa si prova in questo genere di situazioni. Contro l'Austria in amichevole abbiamo già dato segnali molto positivi. Quindi c'è davvero la possibilità di riscattarci», e inoltre si vedono novità tra i convocati.
I leoni vincono tutti e 4 gli incontri delle qualificazioni, con 9 gol fatti e uno subito, qualificandosi per la fase finale del Mondiale in Sudafrica.

#### Mondiale 2010: Sudafrica
L'esperienza ai Mondiali in Sudafrica comincia con una sconfitta per 1-0 contro il Giappone. Nella seconda partita contro la Danimarca (decisiva per continuare il cammino nel mondiale), dapprima il Camerun va in vantaggio per poi perdere l'incontro. L'esito della partita comporta l'eliminazione del Camerun dalla Coppa del Mondo.

#### Oman
Licenziato dal Camerun il 24 giugno 2010, l'11 giugno 2011 diventa CT della Nazionale dell'Oman.

## Statistiche

### Cronologia presenze e reti in nazionale
| Cronologia completa delle presenze e delle reti in nazionale ― Francia | Cronologia completa delle presenze e delle reti in nazionale ― Francia | Cronologia completa delle presenze e delle reti in nazionale ― Francia | Cronologia completa delle presenze e delle reti in nazionale ― Francia | Cronologia completa delle presenze e delle reti in nazionale ― Francia | Cronologia completa delle presenze e delle reti in nazionale ― Francia | Cronologia completa delle presenze e delle reti in nazionale ― Francia | Cronologia completa delle presenze e delle reti in nazionale ― Francia |
| Data                                                                   | Città                                                                  | In casa                                                                | Risultato                                                              | Ospiti                                                                 | Competizione                                                           | Reti                                                                   | Note                                                                   |
| ---------------------------------------------------------------------- | ---------------------------------------------------------------------- | ---------------------------------------------------------------------- | ---------------------------------------------------------------------- | ---------------------------------------------------------------------- | ---------------------------------------------------------------------- | ---------------------------------------------------------------------- | ---------------------------------------------------------------------- |
| 17-2-1993                                                              | Ramat Gan                                                              | Israele                                                                | 0 – 4                                                                  | Francia                                                                | Qual. Mondiali 1994                                                    | -                                                                      |                                                                        |
| 27-3-1993                                                              | Vienna                                                                 | Austria                                                                | 0 – 1                                                                  | Francia                                                                | Qual. Mondiali 1994                                                    | -                                                                      | 83’                                                                    |
| 28-4-1993                                                              | Parigi                                                                 | Francia                                                                | 2 – 1                                                                  | Svezia                                                                 | Qual. Mondiali 1994                                                    | -                                                                      |                                                                        |
| 28-7-1993                                                              | Caen                                                                   | Francia                                                                | 3 – 1                                                                  | Russia                                                                 | Amichevole                                                             | -                                                                      |                                                                        |
| 22-8-1993                                                              | Stoccolma                                                              | Svezia                                                                 | 1 – 1                                                                  | Francia                                                                | Qual. Mondiali 1994                                                    | -                                                                      |                                                                        |
| 8-9-1993                                                               | Tampere                                                                | Finlandia                                                              | 0 – 2                                                                  | Francia                                                                | Qual. Mondiali 1994                                                    | -                                                                      |                                                                        |
| 13-10-1993                                                             | Parigi                                                                 | Francia                                                                | 2 – 3                                                                  | Israele                                                                | Qual. Mondiali 1994                                                    | -                                                                      |                                                                        |
| 17-11-1993                                                             | Parigi                                                                 | Francia                                                                | 1 – 2                                                                  | Bulgaria                                                               | Qual. Mondiali 1994                                                    | -                                                                      |                                                                        |
| 16-2-1994                                                              | Napoli                                                                 | Italia                                                                 | 0 – 1                                                                  | Francia                                                                | Amichevole                                                             | -                                                                      |                                                                        |
| 22-3-1994                                                              | Lione                                                                  | Francia                                                                | 3 – 1                                                                  | Cile                                                                   | Amichevole                                                             | -                                                                      | 78’                                                                    |
| 29-5-1994                                                              | Tokyo                                                                  | Giappone                                                               | 1 – 4                                                                  | Francia                                                                | Amichevole                                                             | -                                                                      |                                                                        |
| 7-9-1994                                                               | Bratislava                                                             | Slovacchia                                                             | 0 – 0                                                                  | Francia                                                                | Qual. Euro 1996                                                        | -                                                                      |                                                                        |
| 16-11-1994                                                             | Zabrze                                                                 | Polonia                                                                | 0 – 0                                                                  | Francia                                                                | Qual. Euro 1996                                                        | -                                                                      |                                                                        |
| 13-12-1994                                                             | Trebisonda                                                             | Azerbaigian                                                            | 0 – 2                                                                  | Francia                                                                | Qual. Euro 1996                                                        | -                                                                      |                                                                        |
| 18-1-1995                                                              | Utrecht                                                                | Paesi Bassi                                                            | 0 – 1                                                                  | Francia                                                                | Amichevole                                                             | -                                                                      | 61’                                                                    |
| 29-3-1995                                                              | Ramat Gan                                                              | Israele                                                                | 0 – 0                                                                  | Francia                                                                | Qual. Euro 1996                                                        | -                                                                      | cap.                                                                   |
| 22-7-1995                                                              | Oslo                                                                   | Norvegia                                                               | 0 – 0                                                                  | Francia                                                                | Amichevole                                                             | -                                                                      | 68’                                                                    |
| Totale                                                                 |                                                                        | Presenze                                                               | 17                                                                     |                                                                        | Reti                                                                   | 0                                                                      |                                                                        |

### Statistiche da allenatore

#### Club
Statistiche aggiornate all'8 marzo 2025. In grassetto le competizioni vinte.
| Stagione                   | Squadra                    | Campionato                 | Campionato | Campionato | Campionato | Campionato | Coppe nazionali | Coppe nazionali | Coppe nazionali | Coppe nazionali | Coppe nazionali | Coppe continentali | Coppe continentali | Coppe continentali | Coppe continentali | Coppe continentali | Altre coppe | Altre coppe | Altre coppe | Altre coppe | Altre coppe | Totale | Totale | Totale | Totale | % Vittorie | Piazzamento |
| Stagione                   | Squadra                    | Comp                       | G          | V          | N          | P          | Comp            | G               | V               | N               | P               | Comp               | G                  | V                  | N                  | P                  | Comp        | G           | V           | N           | P           | G      | V      | N      | P      | %          | Piazzamento |
| -------------------------- | -------------------------- | -------------------------- | ---------- | ---------- | ---------- | ---------- | --------------- | --------------- | --------------- | --------------- | --------------- | ------------------ | ------------------ | ------------------ | ------------------ | ------------------ | ----------- | ----------- | ----------- | ----------- | ----------- | ------ | ------ | ------ | ------ | ---------- | ----------- |
| 1998-1999                  | Rennes                     | D1                         | 34         | 17         | 8          | 9          | CF+CdL          | 2+3             | 1+2             | 0+0             | 1+1             | -                  | -                  | -                  | -                  | -                  | -           | -           | -           | -           | -           | 39     | 20     | 8      | 11     | 51,28      | 5°          |
| 1999-2000                  | Rennes                     | D1                         | 34         | 12         | 7          | 15         | CF+CdL          | 4+1             | 3+0             | 0+0             | 1+1             | Int                | 6                  | 2                  | 2                  | 2                  | -           | -           | -           | -           | -           | 45     | 17     | 9      | 19     | 37,78      | 13°         |
| 2000-2001                  | Rennes                     | D1                         | 34         | 15         | 5          | 14         | CF+CdL          | 2+1             | 1+0             | 0+0             | 1+1             | -                  | -                  | -                  | -                  | -                  | -           | -           | -           | -           | -           | 37     | 16     | 5      | 16     | 43,24      | 6°          |
| Totale Rennes              | Totale Rennes              | Totale Rennes              | 102        | 44         | 20         | 38         |                 | 13              | 7               | 0               | 6               |                    | 6                  | 2                  | 2                  | 2                  |             | -           | -           | -           | -           | 121    | 53     | 22     | 46     | 43,80      |             |
| 2002-2003                  | O. Lione                   | L1                         | 38         | 19         | 11         | 8          | CF+CdL          | 1+2             | 0+1             | 0+1             | 1+0             | UCL+CU             | 6+2                | 2+0                | 2+1                | 2+1                | SF          | 1           | 1           | 0           | 0           | 50     | 23     | 15     | 12     | 46,00      | 1°          |
| 2003-2004                  | O. Lione                   | L1                         | 38         | 24         | 7          | 7          | CF+CdL          | 3+1             | 2+0             | 0+1             | 1+0             | UCL                | 10                 | 5                  | 2                  | 3                  | SF          | 1           | 1           | 0           | 0           | 53     | 32     | 10     | 11     | 60,38      | 1°          |
| 2004-2005                  | O. Lione                   | L1                         | 38         | 22         | 13         | 3          | CF+CdL          | 3+1             | 2+0             | 1+0             | 0+1             | UCL                | 10                 | 6                  | 3                  | 1                  | SF          | 1           | 0           | 1           | 0           | 53     | 30     | 18     | 5      | 56,60      | 1°          |
| Totale Olympique Lione     | Totale Olympique Lione     | Totale Olympique Lione     | 114        | 65         | 31         | 18         |                 | 11              | 5               | 3               | 3               |                    | 28                 | 13                 | 8                  | 7                  |             | 3           | 2           | 1           | 0           | 156    | 85     | 43     | 28     | 54,49      |             |
| 2006-gen. 2007             | Rangers                    | SPL                        | 23         | 11         | 6          | 6          | SC+SLC          | 0+2             | 0+1             | 0+0             | 0+1             | CU                 | 6                  | 4                  | 2                  | 0                  | -           | -           | -           | -           | -           | 50     | 23     | 15     | 12     | 46,00      | Eson.       |
| gen.-giu. 2007             | Paris Saint-Germain        | L1                         | 19         | 8          | 5          | 6          | CF+CdL          | 3+0             | 2+0             | 0+0             | 1+0             | CU                 | 4                  | 3                  | 0                  | 1                  | -           | -           | -           | -           | -           | 26     | 15     | 5      | 6      | 57,69      | Sub. 15°    |
| 2007-2008                  | Paris Saint-Germain        | L1                         | 38         | 10         | 13         | 15         | CF+CdL          | 6+5             | 5+5             | 0+0             | 1+0             | -                  | -                  | -                  | -                  | -                  | -           | -           | -           | -           | -           | 49     | 20     | 13     | 16     | 40,82      | 16°         |
| 2008-2009                  | Paris Saint-Germain        | L1                         | 38         | 19         | 7          | 12         | CF+CdL          | 3+4             | 2+3             | 0+0             | 1+1             | CU                 | 12                 | 5                  | 5                  | 2                  | -           | -           | -           | -           | -           | 57     | 29     | 12     | 16     | 50,88      | 6°          |
| Totale Paris Saint-Germain | Totale Paris Saint-Germain | Totale Paris Saint-Germain | 95         | 37         | 25         | 33         |                 | 21              | 17              | 0               | 4               |                    | 16                 | 8                  | 5                  | 3                  |             | -           | -           | -           | -           | 132    | 62     | 30     | 40     | 46,97      |             |
| 2017-apr. 2018             | Bursaspor                  | SL                         | 28         | 9          | 6          | 13         | TK              | 6               | 4               | 1               | 1               | -                  | -                  | -                  | -                  | -                  | -           | -           | -           | -           | -           | 34     | 13     | 7      | 14     | 38,24      | Eson.       |
| 2019-2020                  | Le Havre                   | L2                         | 28         | 11         | 11         | 6          | CF+CdL          | 1+1             | 0+0             | 0+1             | 1+0             | -                  | -                  | -                  | -                  | -                  | -           | -           | -           | -           | -           | 30     | 11     | 12     | 7      | 36,67      | 6°          |
| 2020-2021                  | Le Havre                   | L2                         | 38         | 11         | 14         | 13         | CF              | 1               | 0               | 0               | 1               | -                  | -                  | -                  | -                  | -                  | -           | -           | -           | -           | -           | 39     | 11     | 14     | 14     | 28,21      | 12°         |
| 2021-2022                  | Le Havre                   | L2                         | 38         | 13         | 11         | 14         | CF              | 2               | 1               | 1               | 0               | -                  | -                  | -                  | -                  | -                  | -           | -           | -           | -           | -           | 40     | 14     | 12     | 14     | 35,00      | 8°          |
| Totale Le Havre            | Totale Le Havre            | Totale Le Havre            | 104        | 35         | 36         | 33         |                 | 5               | 1               | 2               | 2               |                    | -                  | -                  | -                  | -                  |             | -           | -           | -           | -           | 109    | 36     | 38     | 35     | 33,03      |             |
| Totale carriera            | Totale carriera            | Totale carriera            | 466        | 201        | 124        | 141        |                 | 58              | 35              | 6               | 17              |                    | 56                 | 27                 | 17                 | 12                 |             | 3           | 2           | 1           | 0           | 583    | 267    | 148    | 168    | 45,80      |             |

## Palmarès

### Giocatore

#### Club
- Coppa di Francia: 3

Paris Saint-Germain: 1992-1993, 1994-1995, 1997-1998
- Campionato francese: 1

Paris Saint-Germain: 1993-1994
- Coppa di Lega francese: 2

Paris Saint-Germain: 1994-1995, 1997-1998
- Supercoppa francese: 1

Paris Saint-Germain: 1995
- Coppa delle Coppe: 1

Paris Saint-Germain: 1995-1996

### Allenatore

#### Club
- Supercoppa francese: 3

Olympique Lione: 2002, 2003, 2004
- Campionato francese: 3

Olympique Lione: 2002-2003, 2003-2004, 2004-2005
- Coppa di Lega francese: 1

Paris Saint-Germain: 2007-2008

#### Individuale
- Allenatore francese dell'anno: 1

2004
- Trophées UNFP du football: 1

Miglior allenatore della Ligue 1: 2005